# André de Goy
Pour les articles homonymes, voir Goy (homonymie).
André de Goy, né le 24 juillet 1814 à Bourges et mort le 31 juillet 1863 à Paris 11e, est un dramaturge et traducteur français.

## Biographie
André de Goy a fait représenter, au théâtre du Vaudeville, un drame en trois actes inspiré de Charles Dickens, intitulé la Bataille de la vie, qui a obtenu un certain succès. Après avait fait un drame, il a fait une comédie, une piquante histoire de certains excentriques anglais acceptée du public.
Jouissant, selon Charles Monselet, d’une réputation de « rêveur éveillé », il avait des tendances mégalomanes inoffensives tant qu’il a été pauvre. Toujours irréprochablement vêtu, et ne s’exprimant jamais que par écus ou par pistoles, quelques uns l’avaient surnommé « le chevalier ». Ayant eu, selon les termes de Jules Janin, le malheur de se voir enrichi tout d’un coup, après avoir fait plusieurs héritages assez considérables, de pauvre qu’il était, il est devenu presque millionnaire. Il a alors pu se livrer tout entier à la passion du jeu, où il a dilapidé sa fortune en deux ou trois ans. Obligé de retourner à la littérature, il a tenté de subsister en proposant des traductions de courriers de Londres dans les bureaux de journaux, avant d’occuper un petit emploi dans une administration.
Il a terminé sa vie à la clinique d’aliénés de la rue du Faubourg-Saint-Antoine du docteur Alexandre Brierre de Boismont. Mort à la même époque que Delacroix, cet « infiniment petit écrivain, du plus inconnu parmi les inconnus, qui […] n’a rien fait, presque rien fait […] a disparu tout entier. »

## Œuvres

### Théâtre
- La Bataille de la vie, comédie en trois actes mêlée de chant, inspirée de Dickens, avec Mélesville, Paris, Vaudeville le 3 septembre 1853, Paris, Beck, 1853.
- Monsieur va au cercle, scènes de la vie conjugale en 1 acte, avec Alfred Delacour, Paris, Palais-royal, 2 avril 1856, Paris, Michel-Lévy frères, 1856.

### Romans
- Aventures sur mer et sur terre. I. La Famille Laurençay. II. Histoire d’un jeune chercheur d’or en Australie, A. Desesserts, 1852, in-8°, II-344 p. et pl. lire en ligne sur Gallica
- L’Honneur d'une famille, Paris, L. Chappe, 1854, 2 vol. in-8°.

### Traductions
- Charles Dickens, « Contes de Noël : Le grillon du foyer, Le possédé et Le pacte du fantôme », Les Veillées littéraires illustrées, t. IV, Paris, J. Bry ainé, 1850.
- Samuel Richardson, « Clarisse Harlowe »,  Les Veillées littéraires illustrées, t. IX, Paris, J. Bry ainé, 1851, 32 cm.
- Charles Dickens, La Bataille de la vie, histoire d'amour, Paris, Louis Hachette, 1854, 123 p., in-16.